# ونسا لی چستر
ونسا لی چستر (انگلیسی: Vanessa Lee Chester؛ زادهٔ ۲ ژوئیهٔ ۱۹۸۴) هنرپیشه اهل ایالات متحده آمریکا است. وی از سال ۱۹۹۳ میلادی تاکنون مشغول فعالیت بوده‌است.
از فیلم‌هایی که وی در آن نقش داشته‌است، می‌توان به جهان گمشده: پارک ژوراسیک اشاره کرد.

## فیلم‌شناسی
- سی‌بی۴ (۱۹۹۳)
- پرنسس کوچک (۱۹۹۵)
- هریت جاسوس (۱۹۹۶)
- جهان گمشده: پارک ژوراسیک (۱۹۹۷)
- او همه‌چیزتمام است (۱۹۹۹)
- ناخواهری از سیاره عجیب و غریب (۲۰۰۰ )
- دوباره ۱۷ (۲۰۰۹)